# Second Love
《Second Love》（日語：セカンド・ラブ）為朝日電視台製作的日本連續劇，2015年2月6日起毎週五晚間11：15－12:15於「週五晚間連續劇」時段播出。由龜梨和也、深田恭子主演。緯來日本台2015年2月14日起每周六晚間10點播出，劇名改為《愛上女老師》。

## 劇情概要
這是一個天才舞者平慶及單身高中女老師西原結唯的戀愛故事。決心成為頂尖舞者的他，卻因故無法如願，為求三餐溫飽，只能努力打工謀生；愛上了就回不去的她，仍繼續與不倫對象有所來往。年齡有差距，生活價值觀不同，然而兩個失意的人相遇時，不可收拾的感情火花就此點燃…

## 登場人物

### 主要人物
- 平慶：龜梨和也（幼少時期：佐藤瑠生亮）[4]

曾於國際芭蕾舞大賽獲得優勝的現代舞舞者。之後歷經被所屬的德國舞團解約，及團員徵選不斷落選的雙重打擊，讓他對自己的舞者生涯感到徬徨絕望。
- 西原結唯：深田恭子

11年教學經驗的化學科老師。縣立山王女子高中2年A班的班導師。

### 阿慶的相關人物
- 野口綾子：早見朱莉（幼少時期：平澤宏宏路）

阿慶的舞者好友暨前女友。小時後與阿慶是同一間芭蕾舞蹈教室的學員。
- 一之瀬佑都：大貫勇輔

接替阿慶加入其所屬舞團的現代舞舞者。
- 田島茂良：寺島進
- 尾崎伸二：犬飼若博

### 結唯的相關人物
- 竹內空：小芝風花

結唯任教的2年A班學生，喜歡結唯。
- 高柳太郎：生瀨勝久

已婚的國語科老師，結唯的同事。5年前起與結唯有不倫關係。
- 西原真理子：麻生祐未

結唯的母親，與女兒相依為命。

### 縣立山王女子高中

#### 2年A班
- 河瀨圓香：上西星來
- 丸山佳苗：宮武美櫻
- 服部奈奈：指出瑞貴
- 森本惠：瑪麗亞百合子

#### 教職員
- 上田波留子：秋山菜津子

結唯的同事。
- 曾根洋而：小松利昌
- 間宮徹：川島潤哉
- 內藤：永田耕一

教務主任。
- 木田：越村公一

校長。

### 高柳家
- 高柳里子：片岡禮子
- 高柳讓：大野瑞生
- 高柳舞：淺見姫香

## 製作團隊
- 劇本：大石靜
- 導演：塚原亞由子、片山修
- 主題曲：KAT-TUN「KISS KISS KISS」（J Storm）[5]
- 插曲：MISIA「白い季節」（白色季節）（Ariola Japan）[6]
- 副導演：府川亮介
- 音效設計：石井和之
- 標題背景：熊本直樹、井上悟
- 現代舞顧問：能美健志、贄田麗帆
- 化學指導：山田暢司
- 德語指導：Ronny Rehahn
- 食物造型師：原祐子
- 製作總指揮：内山聖子
- 製作人：中川慎子（朝日電視台）、中澤晉（OFFICE CRESCENDO）
- 助理製作：伊藤悠祐、田村菜摘、望野沙耶加
- 製作協力：OFFICE CRESCENDO
- 製作：朝日電視台

## 播出日期
| 1                                                       | 2月6日  | （今晚抱緊我…年少男與30多歲女老師禁忌的激情之愛…就此展開） | 塚原亞由子 | 8.2% |
| 2                                                       | 2月13日 | （「最後再來一次吧」的想法油然而生…卻無法坦承說出口）      | 塚原亞由子 | 7.4% |
| 3                                                       | 2月20日 | （不倫之戀被揭發之時的戀人們）                             | 片山修     | 6.3% |
| 4                                                       | 2月27日 | （同居醜聞！！火花四射）                                   | 塚原亞由子 | 7.3% |
| 5                                                       | 3月6日  | （絕對不能輸給他的前女友！）                               | 片山修     | 7.1% |
| 6                                                       | 3月13日 | （大逆轉！！年少男的求婚）                                 | 塚原亞由子 | 7.1% |
| 完結篇                                                  | 3月20日 | （最終回！！放手一搏的最後一場表演）                       | 片山修     | 6.3% |
| 平均收視率7.14%（收視率由Video Research於關東地區統計） |         |                                                            |            |      |

## 外部連結
- Second Love－朝日電視台官方網站
- 愛上女老師－緯來日本台官方網站（页面存档备份，存于）

## 節目的變遷
| 日本 朝日電視台 週五晚間連續劇              | 日本 朝日電視台 週五晚間連續劇                       | 日本 朝日電視台 週五晚間連續劇 |
| ------------------------------------------- | ---------------------------------------------------- | ------------------------------ |
|                                             | Second Love （2015年2月6日 - 2015年3月20日）         |                                |
| 黑服物語 （2014年10月24日- 2014年12月12日） | 天使與惡魔-未解決事件匿名交涉課- （2015年4月10日 -） |                                |

| 台灣 緯來日本台 星期六22:00-23:00節目  | 台灣 緯來日本台 星期六22:00-23:00節目        | 台灣 緯來日本台 星期六22:00-23:00節目 |
| -------------------------------------- | -------------------------------------------- | ------------------------------------- |
|                                        | 愛上女老師 （2015年2月14日 - 2015年3月28日） |                                       |
| 黑執事3 （2015年1月10日-2015年2月7日） | 最強名醫之生存戰篇 （2015年4月4日）          |                                       |

| 臺灣 緯來日本台 週一到週五 23:00 - 00:00 | 臺灣 緯來日本台 週一到週五 23:00 - 00:00          | 臺灣 緯來日本台 週一到週五 23:00 - 00:00 |
| ---------------------------------------- | ------------------------------------------------- | ---------------------------------------- |
|                                          | 愛上女老師(重播) （2016年8月18日－2016年8月26日） |                                          |
| （2016年8月5日－2016年8月17日）          | 美女與男子 （2016年8月29日－2016年9月9日）        |                                          |